# Informe Wolfenden
El informe del comité encargado en infracciones homosexuales y prostitución (más conocido como el Wolfenden report (informe Wolfenden) por Lord Wolfenden, el portavoz del comité) se publicó en el Reino Unido el 3 de septiembre de 1957 después de que varios hombres muy conocidos fueran condenados por delitos de homosexualidad, incluyendo Peter Wildeblood. 

## El comité
El comité de catorce miembros, tenía como objetivo principal hacer un estudio sobre la homosexualidad y la legislación que existía al respecto. Estaba liderado por John Wolfenden (1906-1985) que previamente había sido el director de los colegios Uppingham y Shrewsbury y en 1950 fue el vicerrector de la Universidad de Reading y más tarde director del British Museum.
Además del portavoz los miembros que formaban el comité fueron:
- James Adair, antiguo inspector fiscal de Glasgow.
- Mrs Mary G. Cohen, vicepresidente de Girl Guides en Glasgow portavoz de la asociación escocesa de clubes para chicas.
- Desmond Curran, experto psiquiatra en el St George's Hospital, asesor psiquiátrico de Londres y la Marina Real Británica.
- Rev Canon V.A. Demant, Canónigo de la Christ Church y profesor de moral y teología pastoral en la Universidad de Oxford (un anglo-católico).
- Mr Justice Diplock, juez de Oxford y de la corte suprema.
- Sir Hugh Linstead, parlamentario conservador por Putney y farmacéutico.
- El Marqués de Lothian, un ministro del Foreign Office.
- Mrs Kathleen Lovibond, portavoz del Uxbridge juvenile Magistrates' Courty y miembro de la sección femenina del partido conservador.
- Victor Mishcon, abogado del estado y miembro del partido Laborista del London County Council.
- Goronwy Rees, director de la Universidad de Aberystwyth, en Gales.
- Rev. R.F.V. Scott, Presbiteriano pastor de la (iglesia de escocia)
- Lady Stopford; Doctora, Magistrada y esposa del vicerrector de la Universidad de Mánchester
- William T. Wells, Parlamentario laborista por Walsall North y Barrister
- Dr Joseph Whitby, médico general con experiencia psiquiátrica.

La primera reunión del comité fue el 15 de septiembre de 1954 y se reunieron durante 62 días, 32 de los cuales fueron para entrevistar testigos. Wolfenden sugirió en los preliminares que por consideración con las damas presentes en la sala usaran los eufemismos Huntley & Palmers (unas galletas británicas) Huntley para homosexuales, y Palmers para las prostitutas. Los testimonios fueron aportados por la policía, agentes de libertad vigilada, psiquiatras, líderes religiosos, y gais cuyas vidas estaban afectadas por la ley.

## Recomendaciones del informe
En contra de las ideas convencionales del momento el comité recomendó que "el comportamiento homosexual en privado y entre adultos que consintieran no debía seguir siendo un delito". Todos excepto James Adair estuvieron a favor y, contrariamente a los testimonios de algunos médicos y siquiatras de aquel tiempo, consideraron que "la homosexualidad no podía legítimamente ser considerada una enfermedad, porque en muchos casos era solo un síntoma y era compatible con una completa salud mental en otros aspectos." El informe añadía: "La función de la ley es preservar el orden público y la decencia, proteger al ciudadano de lo que es ofensivo o perjudicial, y proporcionar suficiente salvaguardia contra la explotación y la corrupción de otros (...) No es función de la ley, a nuestro modo de ver, intervenir en la vida privada de los ciudadanos, o tratar de imponer cualquier tipo de comportamiento." La edad de consentimiento fue fijada en los 21 años (la mayoría de edad en el Reino Unido entonces).
El informe también discutió el aumento de la prostitución callejera en el momento, que se asociaba con "inestabilidad de la comunidad" y "debilidad de la familia". Como resultado hubo medidas policiales para seguir la prostitución callejera.

## Repercusiones
Las recomendaciones del informe produjeron un considerable debate público, incluido un famoso intercambio de puntos de vista en publicaciones entre Lord Devlin, un destacado juez británico que dio conferencias y publicó libros en contra de las bases filosóficas del informe, y H.L.A. Hart un experto en jurisprudencia que estaba a favor de la tesis del informe.
Las recomendaciones finalmente fueron tenidas en cuenta en el Sexual Offences Act 1967, aplicable solo a Inglaterra y Gales, que reemplazó las anteriores leyes sobre homosexualidad contenidas en el Offences Against The Person Act 1861. La ley fue aprobada por un estrecho margen, una década después de haberse publicado en informe en 1957.
La publicación del informe fue el punto de inflexión para la legalización de la homosexualidad en Reino unido e influyó en algunos de los países occidentales donde todavía las prácticas homosexuales no estaban permitidas, y que daría paso posteriormente al resto de lar reivindicaciones de derechos LGBT, como es el matrimonio homosexual.
John Wolfenden se sitúa en el puesto 45 en la lista de los 500 héroes para lesbianas y gais publicada en Pink Paper.